# Cerro Araua
El Cerro Arauá es una meseta montañosa ubicada en el Parque nacional Jaua-Sarisariñama, en el extremo sureste del estado Bolívar en Venezuela, cerca de la frontera con Brasil. A una altura promedio de 1.872 m s. n. m., el Cerro Arauá es una de las montañas más altas en Bolívar.
Como la mayoría de los tepuyes en la región, el Arauá es una de las más aisladas del país, encontrándose a cientos de kilómetros de la carretera más cercana. En la actualidad el acceso se encuentra restringido a investigadores científicos exclusivamente. El Arauá está rodeado de comunidades indígenas incluyendo «Arabelo» y «Tanimiña».